# مخزن سد کویبیشف
مخزن سد کویبیشف (به لاتین: Kuybyshev Reservoir) یک مخزن سد در روسیه است که در استان سامارا واقع شده‌است.